# Umiujaq
Umiujaq (in lingua inuktitut: ᐅᒥᐅᔭᖅ) è un villaggio inuit del Canada, situato nella provincia del Québec, nella regione di Nord-du-Québec.